# 脅侍
脅侍，又作「脅士」，侍立在本尊（佛、菩薩等）的兩側，目的是協助本尊降妖伏魔或教化眾生的輔佐者，道教中又稱從神。

## 字義
脅，《說文解字》：「脅，兩膀也。」即胸部兩側，由腋下到肋骨盡處的部位，此指為兩側左右之方位。侍，《說文解字》：「侍，承也」段注：「承者，奉也、受也。凡言侍者，皆敬恭承奉之義也。」故脅侍為位於自身二側，能恭敬事奉之人。

## 源由
佛教用語。一佛常有多位或二位脅侍，跟佛一起教化眾生，其身份不限於菩薩，凡奉侍之弟子（如聲聞、天神）都可為脅侍。而在佛教造像中，為視覺整齊，人物多採三數，為一佛配二脅侍之造型。道教中認為單數為陽，故亦多有此脅侍情形。
觀察是否為脅侍之重點在於，主尊之位階必定比脅侍來的高，如三寶佛中間為釋迦牟尼佛，左右為阿彌陀佛與藥師佛，三佛位階一樣，同為佛果，故非為脅侍。
釋迦牟尼佛兩旁的聲聞弟子就算是脅侍，漢地大多以大迦葉與阿難陀為釋尊脅侍，而上座部佛教與藏傳佛教是以《佛說七佛經》的記載，以舍利弗與目犍連為釋尊的脅侍。藥師佛的脅侍即是日光遍照菩薩與月光遍照菩薩，合稱「東方三聖」或「藥師三聖」，有時以藥王菩薩與藥上菩薩。阿彌陀佛的脅侍為觀世音菩薩與大勢至菩薩，合稱「西方三聖」。
而菩薩亦有脅侍，如觀音菩薩常見之脅侍為善才龍女，地藏菩薩常見之脅侍為閔公及道明和尚。由此可知佛有脅侍，菩薩亦有脅侍，而主尊位階較脅侍為尊。

## 註解
1. ↑  《關帝君明聖經》吾乃紫微宮裏朱衣神，協管文昌武曲星，衹因張仙無主轄，敕令隨吾為從神